# Ralph Schoenman
Ralph Schoenman (n. 1935, New York City, New York, SUA – d. 2023) este un activist american de stânga, care a fost, o perioadă, secretarul personal al lui Bertrand Russell. În 1970, Bertrand Russel a rupt relația cu Ralph Schoenman. În decursul activității sale, Ralph Schoenman a fost sancționat administrativ.
Este autor al cărții Istoria ocultă a sionismului ("The Hidden History of Zionism").